# Tian’e Ling
Tian’e Ling (chinesisch 天鹅岭 ‚Schwanengrat‘) ist ein etwa 19 m hoher Hügel mit abgeflachtem Gipfel an der Ingrid-Christensen-Küste des ostantarktischen Prinzessin-Elisabeth-Lands. Er ragt unmittelbar südöstlich zum Hügel Shuangfeng Shan am nördlichen Ausläufer der Halbinsel Xiehe Bandao auf. Sein Nordhang fällt als steiles Kliff zum Meer hin ab.
Chinesische Wissenschaftler benannten ihn 1989.